# Martta Martikainen-Ypyä
Martta Martikainen-Ypyä (* 19. September 1904 in Iisalmi; † 17. Dezember 1992 in Helsinki) war eine finnische Architektin.

## Leben und Werk

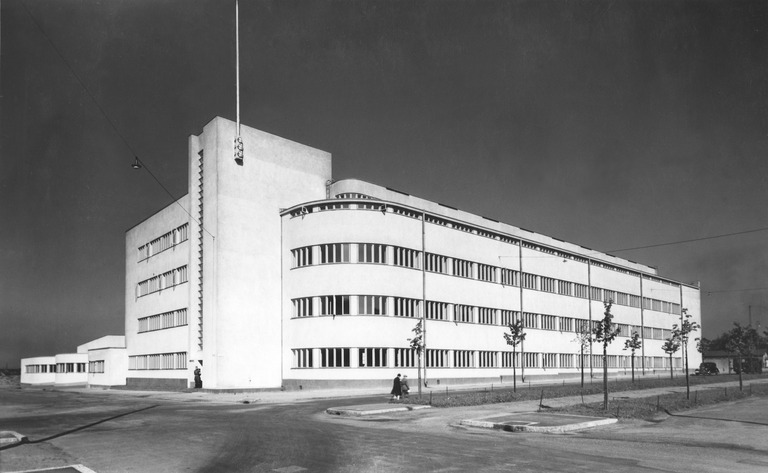
Taivallahti Kaserne/Autokomppania, Mechelininkatu 32 – Nord Hesperiankatu 35, Martta Martikainen (Foto 1937)

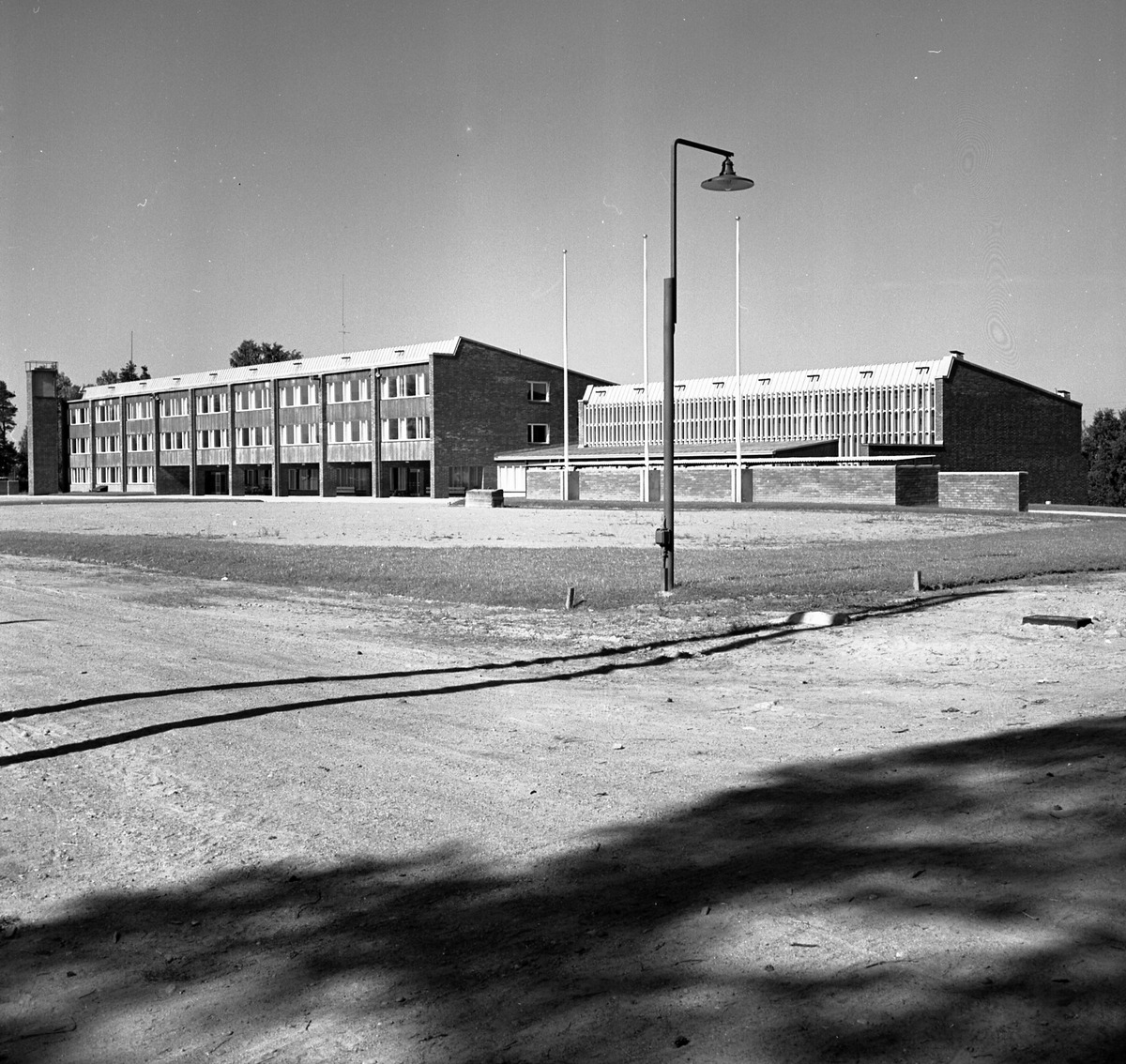
Zentrale Nationale Schule in Lauritsala; Architekten Martta Martikainen-Ypyä, Ragnar Ypyä (Foto 1958)

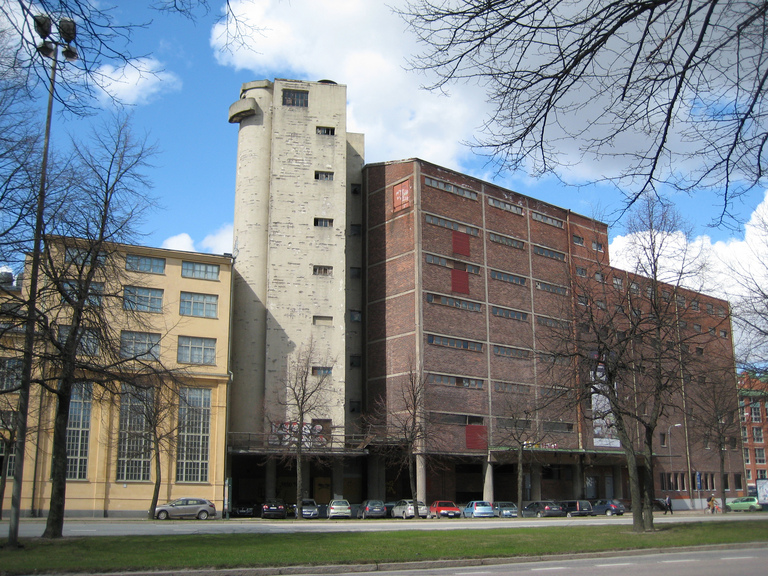
Getreidesilogebäude von Helsingin Mylly Oy, Sörnäisten rantatie 19 – Kaikukatu 5, Martikainen & Ypyä (Foto 2015)

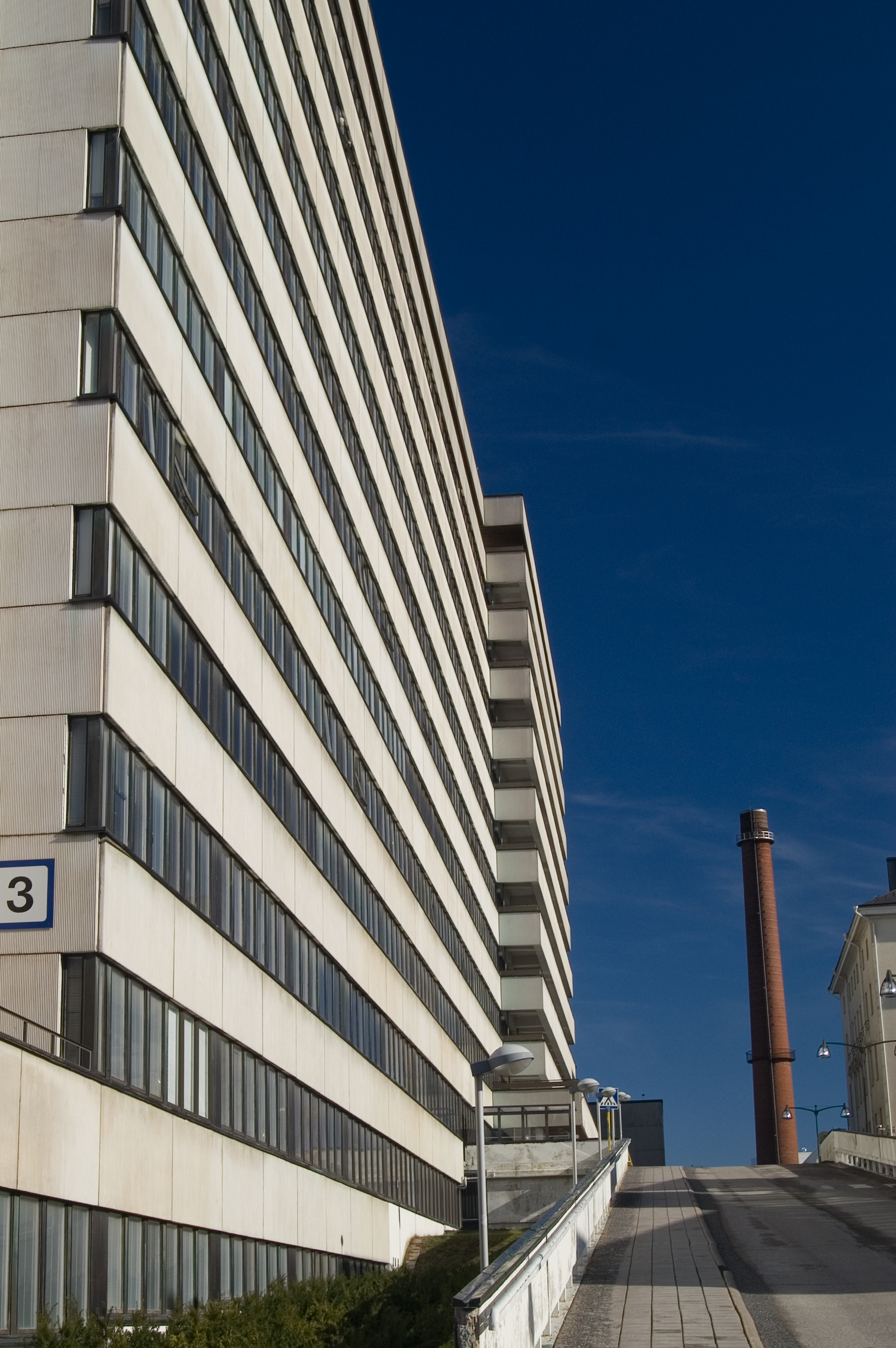
Zentralkrankenhaus der Region Turku, U-Bau 1955–1968 (Foto 2007)

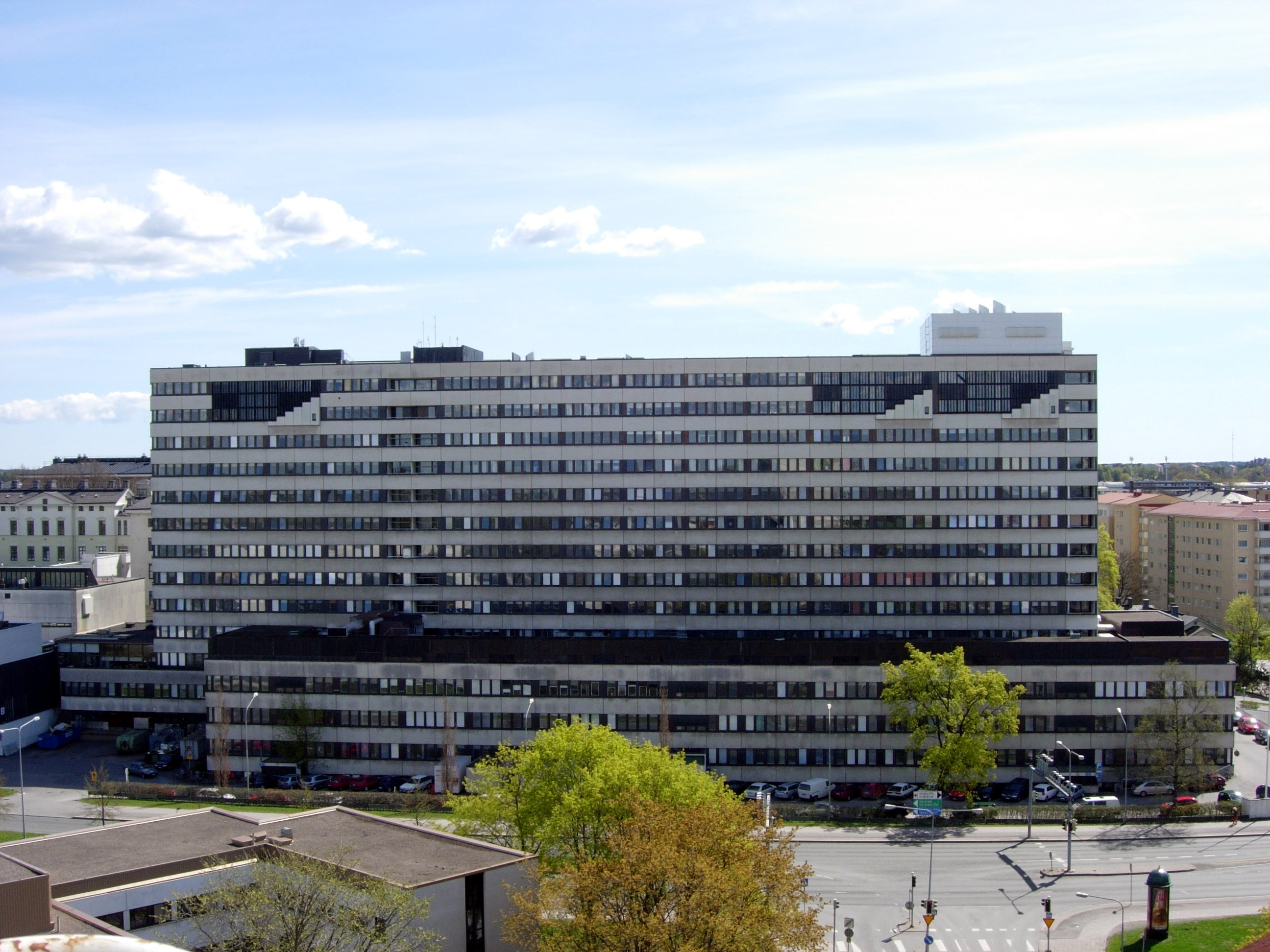
Zentralkrankenhaus der Region Turku, U-Bau 1955–1968 (Foto 2007)

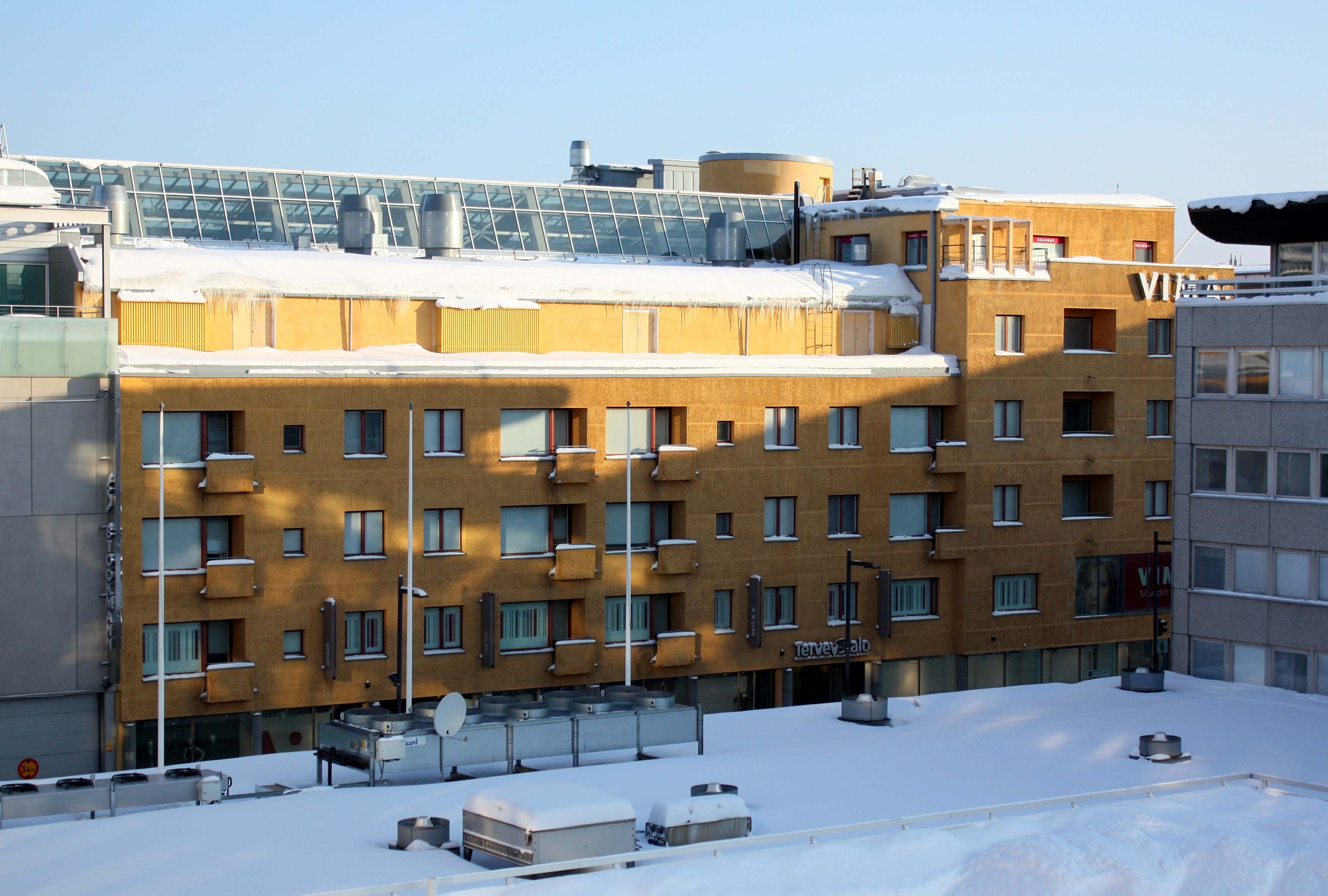
Saaristonkatu 11, Oulu (Foto 2011)

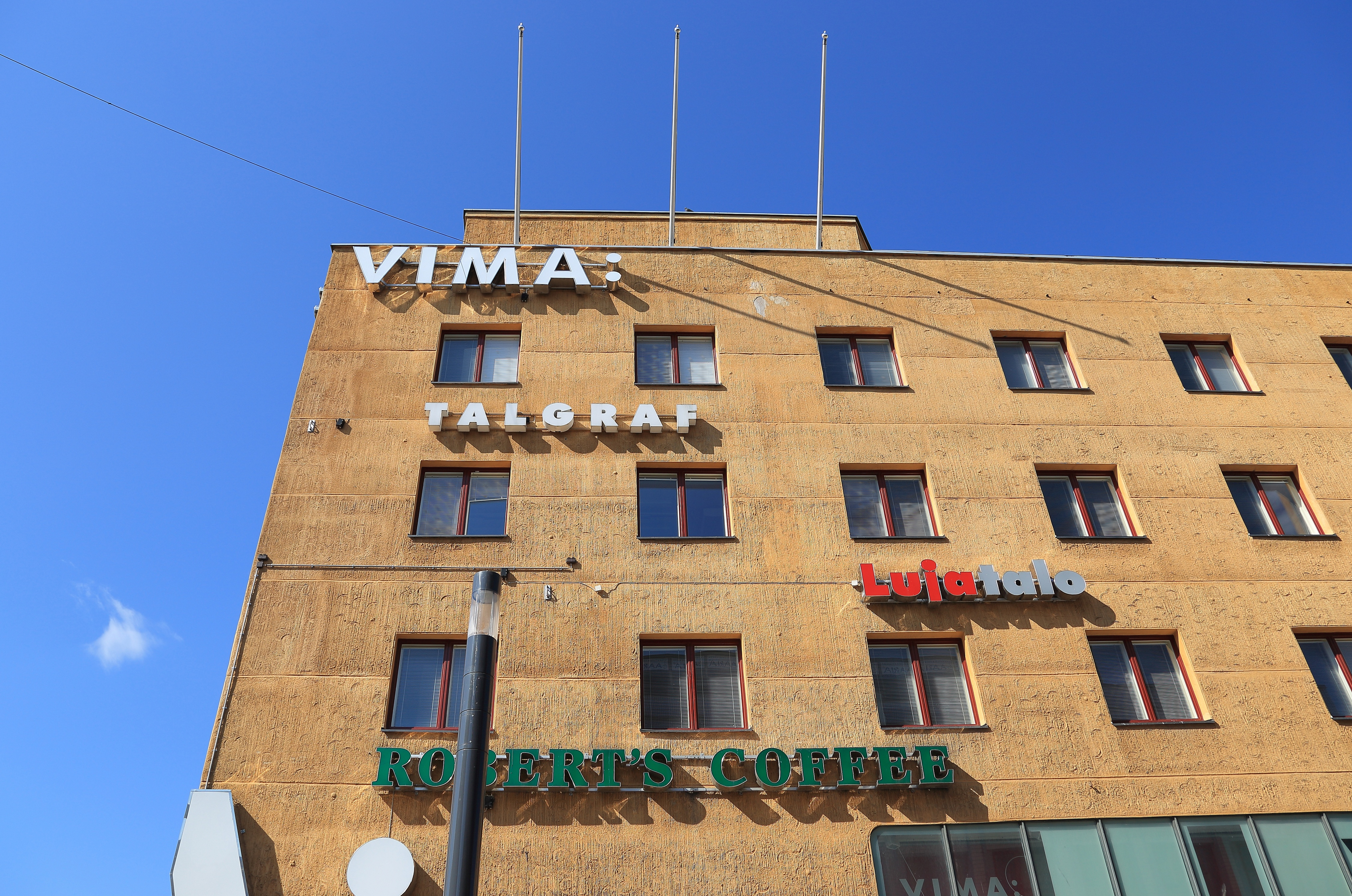
Kirkkokatu 16, Oulu (Foto 2016)

Martta Irene Martikainen war die Tochter von Rosa Matilda Asikainen und Kalle Martikainen. Sie immatrikulierte sich 1924 an der Technischen Universität Helsinki für das Fach Architektur. 1932 machte sie ihren Abschluss. Während des Studiums arbeitete sie in den Büros der Architekten Kaarlo Borg und Carolus Lindberg.
Ab 1928 arbeitete Martta Martikainen als Sommerstudentin und ab 1931 bis 1936 als Architektin für das Bauamt des finnischen Verteidigungsministeriums. Sie entwarf die Kaserne und die Fahrzeughalle des Fahrzeugbataillons der Verteidigungskräfte in Helsinki. Nach dem Krieg arbeitete Martta Martikainen-Ypyä 1944–49 als leitende Architektin bei Hyresgästernas Sparkasse- och Byggnadslånebyrås (HSB) in Stockholm.
Die Architektin unternahm Studienreisen in mehrere europäische Länder und wurde 1939 mit dem Kordelin-Stipendium ausgezeichnet.
Martikainen-Ypyä und ihr Ehepartner, der Architekt Ragnar Ypyä (1900–1980, Heirat 1936), gründeten 1936 ein Architekturbüro in Vyborg, das 1939 nach Helsinki verlagert wurde. Zu den Bauten des Büros zählten zahlreiche Wohn- und Geschäftshäuser. Ein Beispiel ist die Eisenwarenhandlung Starckjohann in Lahti (bis 1950). Im Baukomplex befinden sich Büros, Großhandel und Verkaufsräume. Hier wurde ein frühes Konzept für Selbstbedienungsläden in Europa realisiert. Das zulässige Bauvolumen war sehr begrenzt und der zulässige Rauminhalt musste effizient genutzt werden. Ein langes, schmales Gebäudeteil mit drei Stockwerken verfügte über ein tragendes Pfeilersystem und ermöglichte einen sehr offenen Verkaufsraum. Das Erdgeschoss und das erste, balkonartige Stockwerk bilden wurden zu einem einzigen Raum zusammengefasst und mit hohen Schaufenstern nach außen öffnete.
Das Büro realisierte Schulen, Bibliotheken wie die Lauritsala-Bibliothek mit Veikko Malmio im Jahr 1951, Industrieanlagen und vor allem große Krankenhäuser. Zu Gesundheitsbauten zählten die Sanierung der Krankenhausanlagen Kivelä in Helsinki und des Zentralkrankenhauses Glostrup, eine Krankenpflegeschule, ein Kinderkrankenhaus und Wohnungen. Die Architekten gewannen 1955 den Wettbewerb für das Zentralkrankenhaus der Region Turku mit ihrem Beitrag Kallonporaajan Paratiisi. Das Projekt war Teil des staatlichen Entwicklungsprogramms für regionale Krankenhäuser. Die Planung erfolgte direkt nach dem Wettbewerb aber das Projekt verzögerte sich. Die Neuplanung wurde 1958 fertiggestellt. Das zentrale Heizwerk wurde 1962 fertiggestellt. Mit dem Bau des weithin sichtbaren U-Gebäudes wurde 1964 begonnen (Fertigstellung 1968).
Darüber hinaus baute das Architekturbüro auch große Wohnsiedlungen in Schweden, in Jönköping für 7000 Einwohner und in Västerås, Kumpä, Västertorp und Arvika für 1000 Einwohner (nach einem Wettbewerbserfolg). Die letzten größeren Bauvorhaben waren das PYP-Ausbildungszentrum in Vuosaari aus dem Jahr 1963 (heute Hotel Rantapuistound) und das Universitätskrankenhaus Turku.
Das Paar nahm an mehreren Architekturwettbewerben teil und belegten in der Regel die vorderen Plätze. Sie erhielten zwischen 1930 und 1960 insgesamt 29 Auszeichnungen.
Nach ihrer Pensionierung widmete sich Martikainen-Ypyä der Aquarell- und Ölmalerei und nahm an mehreren Kunstausstellungen teil.
Martta Martikainen-Ypyä schenkte 1982 dem Finnischen Architekturmuseum den Nachlass aus dem gemeinsamen Büro mit Ypyä. Das umfangreiche Material wurde zu einem späteren Zeitpunkt ergänzt. Martta Ypyä und Ragnar Ypyä archivierten 1968 Dias unter dem Titel Helsinki, Kivela Hospital nurses' homes.
Das Ehepaar Martta Martikainen-Ypyä und Ragnar Ypyä hatte vier Kinder. Die Kinder Marjatta, Pentti und Helena arbeiteten später in der Fachrichtung Innenarchitektur. Martta Martikainen-Ypyä starb mit 88 Jahren in Helsinki.

### Ausstellungen (Auswahl)
- Martta Martikainen-Ypyä: Retrospektive Ausstellung, Galerie Ässä, 3. bis 18. Januar 1977.[6]

## Mitgliedschaften
- Finnischen Architektenvereinigung (SAFA)[1]
- Architecta, dem finnischen Verband der Frauen in der Architektur[1]